# سفين أندرسون
سفين أندرسون (بالسويدية: Sven Andersson)‏ (14 فبراير 1907) لاعب كرة قدم سويدي راحل كان يجيد اللعب في خط الدفاع.
لعب طوال مسيرته الرياضية في نادي أيك سولنا.
شارك مع منتخب السويد في بطولة كأس العالم 1934 في إيطاليا حيث خرج من الدور الربع النهائي.

## مسيرته الكروية
لعب سفين أندرسون خلال مسيرته الاحترافية مع نادِ واحدٍ في اثنا عشر موسمًا وسجل خلالها 28 هدفًا ضمن 235 مباراة. ولم يفز بأي موسم بالكأس وفاز في موسمين بالدوري.
خاض سفين أندرسون مسيرته مع نادي أيك سولنا في موسم 1928–29 ليلعب معه اثنا عشر موسمًا، مشاركًا في 235 مباراة سجل خلالها 28 هدفًا.

## وصلات خارجية
- سفين أندرسون على موقع الاتحاد الدولي (مؤرشف)  (الإنجليزية)
- سفين أندرسون على موقع اتحاد السويد (السويدية)
- سفين أندرسون على موقع قاعدة بيانات كرة القدم.إي يو (الإنجليزية)
- سفين أندرسون على موقع ناشيونال فوتبول تيمز (الإنجليزية)
- سفين أندرسون على موقع عالم كرة القدم.نت (الإنجليزية)

- هذا سيرة ذاتية